# Helfenberg (Austria)
Helfenberg – gmina w Austrii, w kraju związkowym Górna Austria, w powiecie Rohrbach. Liczy 1594 mieszkańców (1 stycznia 2023). 1 stycznia 2018 do gminy przyłączono gminę Ahorn.